# Sandıklı
Sandıklı là một huyện thuộc tỉnh Afyonkarahisar, Thổ Nhĩ Kỳ. Huyện có diện tích 1223 km² và dân số thời điểm năm 2007 là 61843 người, mật độ 51 người/km².